# 조색단
조색단(Auxochrome)은 발색단만을 가지고 있는 화합물에 도입하면 색을 짙게 하는 동시에 섬유에 대하여 염착(染着)하기 쉽게 하는 원자단이다. 하이드록시기·아미노기·카복시기·설폰기 등이 이에 해당한다. 또한 그 자신은 자외선 영역에서 흡광하지 않지만 발색단에 첨가되었을 때 발색단 봉우리의 세기를 증가시키고 또 장파장 쪽으로 이동시키는 원자단 고리의 π 전자와 상호 작용할 수 있는 비공유전자쌍을 가지고 있다. 페놀, 페놀랫,-OH,-NH2, halogen compound는 대표하는 예다.
이를테면, 아조벤젠 C6H5－N＝N－C6H5은 발색단으로 아조기를 가지고 주황색인데 조색단을 가지고 있지 않기 때문에 색이 엷고 염착성이 없으므로 염료가 되지 못한다. 그렇지만 파라 위치에 아미노기를 가진 p-아미노아조벤젠은 조색단의 작용에 의하여 노란색 염료가 되며 수단옐로 RA라고 하여 널리 사용되고 있다.
조색단은 1876년에 오토 니콜라우스 비트의 발생설(發生說)에 기초하여 정의되었는데, 그 후 양자역학에 의한 발색이론이 전개되어 치환기에 의하여 계의 광흡수를 일으키는 파장이 장파장으로 이동하는 원자단을 말하게 되었다.

## 분류
조색단은 주로 두 가지로 분류한다.
1. 산성-COOH, -OH, -SO3H
2. 염기성-NHR, -NR2, -NH2